# Acaena hirsutula
Acaena hirsutula är en rosväxtart som beskrevs av Friedrich August Georg Bitter. Acaena hirsutula ingår i släktet taggpimpineller, och familjen rosväxter. Utöver nominatformen finns också underarten A. h. glabricupula.